# Lecithophorus capensis
Lecithophorus
Genre
Espèce
Lecithophorus capensis, unique représentant du genre Lecithophorus, est une espèce de mollusques nudibranches de la famille des Polyceridae.

## Systématique
Le genre Lecithophorus et l'espèce Lecithophorus capensis ont été décrits en 1958 par le zoologiste et malacologiste sud-africain William Macnae (d) (1941-1975).

## Étymologie
Son épithète spécifique, composée de cap et du suffixe latin -ensis, « qui vit dans, qui habite », lui a été donnée en référence au lieu de sa découverte, Le Cap à la pointe de l'Afrique du Sud. 

### Publication originale
- [1958] (en) William Macnae, « The Families Polyceridae and Goniodorididae (Mollusca, Nudibranchiata) in Southern Africa », Transactions of the Royal Society of South Africa, Le Cap, Taylor & Francis et inconnu, vol. 35, no 4,‎ janvier 1958, p. 341-372 (ISSN 0035-919X et 2154-0098, OCLC 1604900, DOI 10.1080/00359195809519020). .